# Soboriz
 (mai 2022).
Si vous disposez d'ouvrages ou d'articles de référence ou si vous connaissez des sites web de qualité traitant du thème abordé ici, merci de compléter l'article en donnant les références utiles à sa vérifiabilité et en les liant à la section « Notes et références ».
La Soboriz – en forme longue Société bourbonnaise de riz – est une entreprise agroalimentaire de La Réunion. Créée en 1968, elle a son siège au Port. Elle commercialise principalement du riz et des légumes secs sous les marques Capricorne et Le Forban, cette dernière lancée en 1987.